# Cetatea Chioarului
Cetatea Chioarului (în maghiară Kővár vára, în traducere „Cetatea de Piatră”) a fost o fortificație medievală situată în  Maramureș, în apropiere de Berchezoaia, în Rezervația Naturală Defileul Lăpușului. Ruinele cetății sunt clasate ca monument istoric, sub cod LMI MM-I-s-A-04369. În Repertoriul Arheologic Național monumentul apare cu codul 108525.01.

## Istoric
Cetatea este atestată documentar în 1319 drept reședința familiei nobiliare din zonă,  familia Gutkeled, o astfel de familie nobiliară existând și la curtea regelui Ștefan al V-lea.  În 1367 cetatea a intrat în posesia lui Drág Bélteki (voievod în Maramureș), iar în 1378 apare cu numele castrum Kewar, aflată în proprietatea voievozilor maramureșeni Drag din Beltiug și a lui Balc.
Cetatea a fost distrusă și demantelată  în 1718 de către autoritățile austriece, mai precis de către tunurile generalului Rabutin, pentru a nu fi folosită de curuții lui Francisc Rákóczi.